# Ter Apel

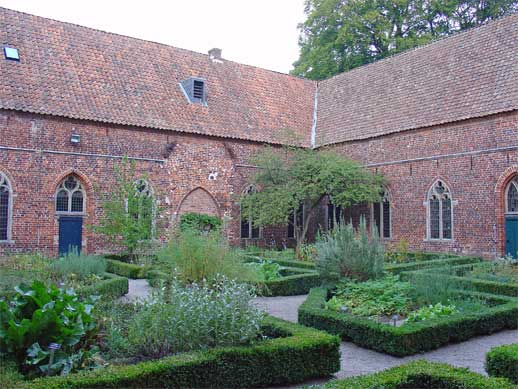
Kloster Ter Apel

Die Ortschaft Ter Apel liegt im Norden der Niederlande in der Provinz Groningen und ist mit 10.400 Einwohnern (Stand: 1. Januar 2024) das größte Dorf der Gemeinde Westerwolde. Seit 2017 besteht dort das zentrale Flüchtlingsauffanglager für die Niederlande (Aanmeldcentrum Ter Apel).

## Lage
Der Ort liegt am Rande des Bourtanger Moors und grenzt im Osten, bei Rütenbrock, an Niedersachsen, sowie im Südwesten an das drentsche Emmen.
Am östlichen Ortsrand entspringt die Ruiten Aa, der Oberlauf der Westerwoldsche Aa.

## Geschichte
Der Ort ging aus einem Kloster des Ordens vom Heiligen Kreuz hervor. Er wurde 1465 von Mönchen des Klosters Bentlage gegründet und Nova Lux lateinisch Neues Licht genannt. Erster Abt des Klosters Nova Lux war bis 1487 Heinrich van den Berg. 1594 wurde das Kloster infolge der Reformation aufgehoben.
In den 1970er Jahren wurden um den in der Mitte des Ortes gelegenen Badesee zahlreiche Einfamilienhäuser gebaut, was wesentlich zum Wachstum des Ortes beitrug.
Im Mai 1996 wurde auf einem ehemaligen NATO-Gelände in der Nähe von Ter Apel ein Ausreisezentrum für abgelehnte Asylbewerber eröffnet.
Im Juni 2001 wurde das Registrierungszentrum Ebony der Einwanderungs- und Einbürgerungsbehörde eröffnet.
Im Jahr 2010 schlossen die COA und die Gemeinde Vlagtwedde eine Verwaltungsvereinbarung, die auf dem COA-Masterplan Ter Apel basierte. Sie vereinbarten, alle Gebäude auf dem COA-Gelände abzureißen und durch Neubauten zu ersetzen.
2017 wurde in Ter Apel das zentrale Flüchtlingsauffanglager für die Niederlande eröffnet, in dem bis zu 2000 Personen untergebracht werden können. Im Jahr 2018 wurden Asylverfahren dort meist innerhalb von acht Tagen durchgeführt. Das Zentrum beschäftigt rund 600 Mitarbeiter aus allen für die Durchführung des Verfahrens notwendigen Bereichen. Im Juli 2022 war das Lager vollkommen überfüllt. Asylsuchende mussten unter freiem Himmel oder auf Tischen und Stühlen schlafen, bis das Rote Kreuz, das die Zustände in Ter Apel als „unmenschlich“ bezeichnete, dort Zelte aufstellte. Ein Den Haager Gericht urteilte, die Notunterkunft sei nicht menschenwürdig.
2025 machten Bürger von Ter Apel Schlagzeilen, als sie auf eigene Faust unweit der Grenze, wo die B 408 in die N366 übergeht, Autos anhielten, um zu kontrollieren, ob darin illegale Einwanderer saßen.

## Sehenswürdigkeiten
Das 1465 aus Backstein errichtete Kloster kann seit Juni 2010 besichtigt werden.

## Verkehr

### Straßen
Ter Apel liegt im Schnittpunkt der niederländischen Provinzialstraßen N364, N366 und N379; nur etwa 10 km östlich befindet sich auf deutschem Gebiet die Anschlussstelle Haren an der A 31. Die Städte Stadskanaal und Emmen liegen jeweils gut 15 km nordwestlich bzw. südwestlich von Ter Apel in den Niederlanden, die nächstgelegene deutsche Stadt Haren befindet sich 14 km südöstlich.

### Eisenbahn
Die Nebenbahnen in die Nachbarstädte Emmen und Stadskanaal sind stillgelegt, letztere (über Musselkanaal und Zandberg) seit 1972, und weitgehend abgebaut. Anfang des 20. Jahrhunderts war geplant, die Eisenbahnstrecke von Stadskanaal nach Ter Apel bis Meppen weiterzuführen. Für den deutschen Streckenabschnitt erteilte die preußische Regierung 1910 dem Landkreis Meppen die Baugenehmigung. Während des Ersten Weltkriegs (die Niederlande waren neutral) ruhte das Vorhaben. 1920 unternahm der Landkreis Meppen einen zweiten Anlauf. Diesmal verhinderte die Inflation die Verwirklichung des Vorhabens. Auch ein dritter Anlauf nach der Einführung der Rentenmark scheiterte. Derweil hatte die niederländische Eisenbahngesellschaft Stadskanaal-Ter Apel-Rijksgrens (STAR) im Vertrauen auf die deutsche Zusage die Strecke von Ter Apel bis zur Grenze fertiggestellt. 1924 nahm sie den Betrieb auf. Sie war jedoch von Anbeginn unrentabel, da sie an der Grenze endete und ohne Anschluss an das deutsche Netz blieb. Nach nur zwei Jahren wurde die Stichstrecke zur Grenze stillgelegt – und damit erst richtig bekannt. Denn die STAR-Linie war und ist die niederländische Bahnstrecke mit der kürzesten Betriebsdauer.

## Sport
In Ter Apel befindet sich die Autospeedway- und Stockcarbahn „De Polderputten“. Sie wird von der NNO (Noord Nederlandse Ovalracing) betrieben und ist der niederländischen Motorsportbehörde KNAF angeschlossen. Auf der 460 m bzw. 320 m langen Bahn fahren verschiedene Motorsportklassen.
Der heimische Schwimmsportklub Zepta Ter Apel trägt jedes Jahr mit mehr als 150 teilnehmenden Mannschaften eines der größten Wasserballturniere der Welt aus.

## Persönlichkeiten
- Gerard Schipper (1948–2025), Radrennfahrer
- Stienette Bosklopper (* 1961), Filmproduzentin und Drehbuchautorin